# 24 listopada
24 listopada jest 328. (w latach przestępnych 329.) dniem w kalendarzu gregoriańskim. Do końca roku pozostaje 37 dni.

## Święta
- Imieniny obchodzą: Agnieszka, Aleksander, Biruta, Chryzogon, Dargorad, Dobrosław, Emilia, Emma, Enfleda, Felicjana, Felicjanna, Firmina, Flora, Franciszek, Jan, Jaśmina, Joachim, Pęcisław, Protazy, Roman, Twardomir, Walenty i Walentyn
- Demokratyczna Republika Konga – Rocznica Nowego Reżimu
- Polska – Katarzynki (w wigilię św. Katarzyny Aleksandryjskiej, żeński odpowiednik Andrzejek)
- Kraje Arktyki – Dzień Morsa
- Serbski Kościół Prawosławny – Dzień Stefana III
- Turcja – Dzień Nauczyciela
- Wspomnienia i święta w Kościele katolickim[1][2] obchodzą:
  - św. Trần An Dũng (prezbiter) i towarzysze (117 męczenników wietnamskich)
  - św. Chryzogon (męczennik)
  - św. Enfleda (królowa i ksieni)
  - święte: Flora i Maria (męczennice z Kordoby) opisane w Pamiętnikach Świętych św. Eulogiusza z Kordoby
  - św. Piotr Dumoulin Borie (męczennik)
  - św. Walenty Berrio-Ochoa (biskup i męczennik)

## Wydarzenia w Polsce
- 1227 – Książę krakowski i książę zwierzchni Polski Leszek Biały został zamordowany w czasie zjazdu władców piastowskich w Gąsawie na Kujawach.
- 1248 – Krucjaty pruskie: na Kowalowym Ostrowie zawarto pokój między zakonem krzyżackim a księciem gdańskim Świętopełkiem.
- 1587 – W czasie oblężenia Krakowa odparto szturm generalny wojsk pretendenta do tronu polskiego, arcyksięcia Maksymiliana III Habsburga.
- 1644 – Odsłonięto kolumnę Zygmunta III w Warszawie.
- 1648 – Powstanie Chmielnickiego: po wypłaceniu okupu zakończyło się kozackie oblężenie Zamościa.
- 1700 – Konfederacja olkienicka, wkrótce po zwycięskiej bitwie pod Olkienikami, uchwaliła jakoby tzw. Postanowienie wileńskie.
- 1729 – Jezuici założyli drukarnię w Pińsku.
- 1848 – Po około trzech miesiącach w Poznaniu wygasła epidemia cholery, która zabiła 1008 osób na 2400 chorujących.
- 1857:
  - W Warszawie założono wydawnictwo Gebethner i Wolff.
  - Założono Towarzystwo Rolnicze w Królestwie Polskim.
- 1896 – Szachista Jan Taubenhaus rozegrał pierwszą w Warszawie symultanę z 23 przeciwnikami.
- 1904 – Rozpoczęło działalność więzienie przy ul. Rakowieckiej w Warszawie.
- 1944 – Doszło do katastrofy kolejowej w Barwałdzie Średnim (powiat wadowicki) uznawanej za jedną z najtragiczniejszych w dziejach polskich kolei; zginęło około 60 osób, a ponad 130 zostało rannych.
- 1947 – W Krakowie rozpoczął się pierwszy proces oświęcimski.
- 1949 – Dokonano oblotu prototypu samolotu pasażerskiego LWD Miś.
- 1951 – Zainaugurował działalność Teatr Lubuski im. Leona Kruczkowskiego w Zielonej Górze.
- 1961 – 9 górników zginęło w wyniku wybuchu w KWK „Polska” w Świętochłowicach.
- 1964 – Premiera filmu Agnieszka 46 w reżyserii Sylwestra Chęcińskiego.
- 1978 – Sprowadzone z Ukraińskiej SRR prochy Tadeusza Dołęgi-Mostowicza zostały pochowane w katakumbach na Cmentarzu Powązkowskim w Warszawie.
- 1984 – Założono Ogólnopolskie Porozumienie Związków Zawodowych (OPZZ). Pierwszym przewodniczącym został Alfred Miodowicz.
- 1986 – Premiera dramatu obyczajowego Kronika wypadków miłosnych w reżyserii Andrzeja Wajdy.
- 1993 – W Krakowie otwarto Centrum Kultury Żydowskiej.
- 1994:
  - Podczas koncertu grupy Golden Life w hali Stoczni Gdańskiej wybuchł pożar, w wyniku którego zginęło 7 osób, a ponad 300 odniosło obrażenia.
  - Rada Ministrów wydała rozporządzenie o utworzeniu Magurskiego Parku Narodowego.
  - W swoim gabinecie został zastrzelony dyrektor KWK „Staszic” w Katowicach.
- 1998 – Z Biblioteki Naukowej PAN w Krakowie skradziono pierwodruk dzieła Mikołaja Kopernika O obrotach sfer niebieskich (De revolutionibus orbium coelestium).
- 2000 – Premiera komediodramatu filmowego Bajland w reżyserii Henryka Dederki.
- 2004 – Akademia Medyczna w Bydgoszczy została włączona jako Collegium Medicum do Uniwersytetu Mikołaja Kopernika w Toruniu.
- 2019 – Reprezentantka Polski Viki Gabor wygrała 17. Konkurs Piosenki Eurowizji Junior, który odbył się w Arenie Gliwice.

## Wydarzenia na świecie

Jedna z karykatur Karola Darwina po publikacji jego teorii ewolucji

- 496 – Anastazy II został wybrany na papieża.
- 642 – Teodor I został wybrany na papieża.
- 1163 – IV wojna włoska Fryderyka Barbarossy: wojska cesarskie zburzyły Tarano.
- 1202 – IV wyprawa krzyżowa: po 11 dniach oblężenia skapitulowała Zara (dzisiejszy Zadar w Chorwacji). Był to pierwszy atak krzyżowców na chrześcijańskie miasto.
- 1214 – Cesarz nicejski Teodor I Laskarys poślubił swą drugą żonę Filippę z Armenii.
- 1248 – W nocy z 24 na 25 listopada osuwisko o objętości 500 milionów m³ zasypało wioski u podnóża szczytu Granier w Prealpach Sabaudzkich we wschodniej Francji, zabijając kilka tysięcy osób.
- 1331 – Dawid II Bruce został koronowany na króla Szkocji.
- 1498 – Biskup Diego de Deza został mianowany wielkim inkwizytorem Kastylii, Leonu i Grenady, zastępując zmarłego dwa miesiące wcześniej Tomasza Torquemadę.
- 1542 – Zwycięstwo wojsk angielskich nad szkockimi w bitwie pod Solway Moss.
- 1545 – Francesco Donato został dożą Wenecji.
- 1562 – Maksymilian II Habsburg został wybrany we Frankfurcie nad Menem na króla niemieckiego.
- 1587 – Wojny religijne hugenockie: zwycięstwo francuskich wojsk katolickich w bitwie pod Auneau.
- 1631 – Wojna holendersko-portugalska o Brazylię: Holendrzy zdobyli i spalili miasto Olinda w Pernambuco.
- 1639 – Angielski astronom Jeremiah Horrocks jako pierwszy zaobserwował przejście Wenus na tle tarczy Słońca.
- 1642 – Holenderski żeglarz Abel Tasman odkrył Ziemię van Diemena (późniejszą Tasmanię).
- 1643 – Wojna trzydziestoletnia: zwycięstwo wojsk cesarsko-bawarskich nad francuskimi w bitwie pod Tuttlingen.
- 1675 – Papież Klemens X beatyfikował męczenników z Gorkum.
- 1714 – Car Rosji Piotr I Wielki ustanowił kobiecy Order Świętej Katarzyny Męczennicy.
- 1730 – Zdławiono bunt janczarów przeciwko sułtanowi Ahmedowi III.
- 1795 – I koalicja antyfrancuska: zwycięstwo wojsk francuskich nad austriacko-sardyńskimi w bitwie pod Loano.
- 1805 – III koalicja antyfrancuska: zwycięstwo wojsk francusko-polskich nad austriackimi w bitwie pod Castelfranco.
- 1808 – Karl von Dohna-Schlobitten został premierem Prus.
- 1836 – Niemiecki kompozytor Richard Wagner poślubił w Królewcu aktorkę Minnę Planer(inne języki).
- 1838 – Założono Bibliotekę Polską w Paryżu.
- 1845 – Spłonęła synagoga we francuskim Awinionie.
- 1848 – Wiosna Ludów: papież Pius IX został zmuszony do opuszczenia Republiki Rzymskiej i udał się na wygnanie do Gaety.
- 1850 – I wojna o Szlezwik: zwycięstwo wojsk duńskich w bitwie pod Lottorf.
- 1853 – Przyjęto obecny herb Paryża.
- 1859:
  - Do brytyjskich księgarń trafiło dzieło życia Karola Darwina O powstawaniu gatunków.
  - W stoczni w Tulonie zwodowano francuską fregatę pancerną „Gloire”.
- 1864 – Frederick Weld został premierem Nowej Zelandii.
- 1874 – Amerykanin Joseph Farwall Glidden opatentował drut kolczasty.
- 1889 – W Odessie odbyła się premiera opery Natałka Połtawka z muzyką Mykoły Łysenki i librettem Iwana Kotlarewskiego.
- 1894 – W Atenach założono Helleński Komitet Olimpijski.
- 1899 – W bitwie z Brytyjczykami poległ Abdullahi, następca Mahdiego, co zakończyło ostatecznie powstanie sudańskie.
- 1903 – Gen. Carlos Felipe Morales obalił prezydenta Dominikany gen. Alejandro Wossa i zajął jego miejsce.
- 1904 – Amerykanin Benjamin Leroy Holt(inne języki) skonstruował pierwszy pojazd o napędzie gąsienicowym.
- 1906 – Marko Radulović został premierem Czarnogóry.
- 1911 – W Wiedniu odbyła się premiera operetki Ewa z muzyką Franza Lehára.
- 1914 – Benito Mussolini został wydalony z Włoskiej Partii Socjalistycznej.
- 1918 – Założono Komunistyczną Partię Węgier.
- 1919 – Károly Huszár został premierem Węgier.
- 1924 – Duan Qirui został prezydentem Republiki Chińskiej.
- 1927 – Vintilă Brătianu został premierem Rumunii.
- 1932 – W północnej części stanu New Jersey otwarto most drogowy Pulaski Skyway o długości 5,6 km.
- 1933 – W III Rzeszy przyjęto ustawę o prawach zwierząt.
- 1938 – W dniu Święta Dziękczynienia burza śnieżna na wschodnim wybrzeżu USA zabiła 44 osoby.
- 1939:
  - Gheorghe Tătărescu został po raz drugi premierem Rumunii.
  - Założono linie lotnicze British Overseas Airways Corporation.
- 1940:
  - Słowacja przystąpiła do Paktu trzech.
  - W wyniku niemieckiego nalotu bombowego na angielski Bristol zginęło 207 osób.
- 1941 – Dania przystąpiła do Paktu antykominternowskiego
- 1943 – Amerykańskie bombowce B-24 Libetator zbombardowały Sofię.
- 1944:
  - II wojna chińsko-japońska: zwycięstwem wojsk japońskich zakończyła się bitwa pod Guilin-Liuzhou.
  - Wojna na Pacyfiku: amerykańskie lotnictwo zbombardowało Tokio.
- 1946 – W szpitalu w Montichiari we włoskim regionie Lombardia pielęgniarka Pierina Gilli po raz pierwszy miała doznać objawienia Matki Bożej.
- 1947 – Robert Schuman został premierem Francji.
- 1951 – Należący do izraelskich linii lotniczych El Al samolot transportowy Douglas DC-4 rozbił się podczas podchodzenia do lądowania na lotnisku w Zürychu, w wyniku czego zginęła cała, 6-osobowa załoga.
- 1955 – Dokonano oblotu holenderskiego samolotu pasażerskiego Fokker F27.
- 1957 – Polska przegrała z ZSRR 0:2 w rozegranym na neutralnym terenie w Lipsku meczu barażowym o awans do Mistrzostw Świata w Szwecji.
- 1960 – Wilt Chamberlain ustanowił rekord ligi NBA uzyskując 55 zbiórek w jednym meczu.
- 1963 – Zabójca prezydenta USA Johna F. Kennedy’ego, Lee Harvey Oswald, został zastrzelony w podziemiach komendy głównej policji w Dallas przez Jacka Ruby’ego.
- 1964 – Biali najemnicy pod wodzą majora Mike’a Hoare’a, przy wsparciu żołnierzy belgijskich i amerykańskich, rozpoczęli operację „Czerwony Smok”, w wyniku której uwolniono zakładników i zdławiono komunistyczną rebelię Ludowej Armii Wyzwolenia w Stanleyville (Kisangani) w Demokratycznej Republice Konga.
- 1965:
  - Sabah as-Salim as-Sabah został emirem Kuwejtu.
  - W Demokratycznej Republice Konga w wyniku przewrotu wojskowego władzę przejął gen. Mobutu Sese Seko.
  - W wyniku wybuchu gazu i pożaru w trakcie zabawy tanecznej w zbrojowni Gwardii Narodowej w Keokuk w amerykańskim stanie Iowa zginęło na miejscu lub zmarło w szpitalach 21 osób, a 33 odniosły obrażenia.
- 1966:
  - 82 osoby zginęły w katastrofie bułgarskiego Iła-18 lecącego z Sofii do Berlina Wschodniego, który uderzył w zbocze góry krótko po starcie po międzylądowaniu w Bratysławie.
  - W Abbey Road Studios w Londynie zespół The Beatles rozpoczął nagrywanie albumu Sgt. Pepper’s Lonely Hearts Club Band.
- 1968 – Wojna wietnamska: w prowincji Xieng Khouang w północno-wschodnim Laosie amerykańskie samoloty zbombardowały jaskinię w której schronili się cywile, biorąc ją za kryjówkę Vietcongu i Pathet Lao, w wyniku czego zginęły 374 osoby, większość z głodu i pragnienia, nie potrafiąc się uwolnić z zawalonych korytarzy.
- 1969 – Zakończyła się druga załogowa misja księżycowa Apollo 12.
- 1971 – Osobnik znany jako D.B. Cooper porwał Boeinga 727 z 42 osobami na pokładzie, odbywającego rejs z Portlandu do Seattle. Po otrzymaniu 200 tys. dolarów okupu zwolnił zakładników, a następnie wyskoczył ze spadochronem nad górskim terenem stanu Waszyngton.
- 1974 – W Etiopii odkryto pochodzący sprzed 3,2 mln lat fragment szkieletu samicy australopiteka znanej jako Lucy.
- 1976 – Trzęsienie ziemi z epicentrum w rejonie miasta Wan w Turcji zabiło 3840 osób.
- 1977 – Hiszpania została przyjęta do Rady Europy.
- 1978 – Premiera samochodu sportowego Honda Prelude.
- 1979 – W Monachium otwarto pierwszy sklep Media Markt.
- 1980 – Utworzono Park Narodowy Jeziora Malawi.
- 1985 – 60 osób zginęło na Malcie w wyniku eksplozji do której doszło podczas próby uwolnienia zakładników przetrzymywanych na pokładzie porwanego egipskiego Boeinga 737.
- 1989:
  - Kierownictwo Komunistycznej Partii Czechosłowacji z sekretarzem generalnym Milošem Jakešem na czele zostało odsunięte od władzy. Nowym sekretarzem generalnym wybrano Karela Urbánka(inne języki).
  - Michaił Gorbaczow przyjął składającego oficjalną wizytę w Moskwie premiera Tadeusza Mazowieckiego.
- 1991 – Rozpoczęła się misja STS-44 wahadłowca Atlantis.
- 1992:
  - 141 osób zginęło w chińskim regionie autonomicznym Kuangsi w katastrofie Boeinga 737 należącego do China Southern Airlines.
  - Przyjęto flagę Tadżykistanu.
  - Założono Praską Papierów Wartościowych.
- 1993 – Premiera komedii filmowej Pani Doubtfire w reżyserii Chrisa Columbusa.
- 1995 – NASA odebrała ostatnie dane wysłane przez sondę kosmiczną Pioneer 11.
- 1996 – Na Białorusi odbyło się sfałszowane referendum umacniające władzę Alaksandra Łukaszenki i przywracające symbole narodowe z czasów Białoruskiej SRR.
- 1998 – Émile Lahoud został prezydentem Libanu.
- 1999 – Mamadou Tandja wygrał wybory prezydenckie w Nigrze.
- 2001:
  - W katastrofie samolotu pasażerskiego Avro RJ100 w Szwajcarii zginęły 24 spośród 33 osób znajdujących się na pokładzie.
  - W Singapurze wprowadzono nowy podział administracyjny.
- 2006 – Rosja rozmieściła na granicy białorusko-polskiej 4 dywizjony systemów przeciwlotniczych S-300.
- 2007 – Partia Pracy wygrała wybory parlamentarne w Australii.
- 2009 – 55 pracowników elektrowni atomowej Kaiga na południowym zachodzie Indii zostało napromieniowanych w miejscu pracy po wypiciu skażonej wody.
- 2011:
  - Abd ar-Rahim al-Kib został premierem Libii.
  - Najwyższa Rada Sił Zbrojnych, rządząca Egiptem po rewolucji i obaleniu prezydenta Husniego Mubaraka, wyznaczyła Kamala Dżanzuriego na urząd premiera.
- 2012 – Założono islandzką Partię Piratów.
- 2013 – Z okazji zakończenia Roku Wiary w Watykanie po raz pierwszy w historii wystawiono na widok publiczny szczątki św. Piotra.
- 2015:
  - Niedaleko granicy syryjsko-tureckiej został zestrzelony przez turecki myśliwiec rosyjski bombowiec Su-24.
  - W samobójczym zamachu bombowym na autokar z członkami ochrony prezydenckiej w centrum Tunisu zginęło 14, a rannych zostało 16 osób.
- 2016 – 74 osoby zginęły, a 2 zostały ranne w wyniku runięcia platformy wieży chłodniczej w elektrowni w Fengcheng w chińskiej prowincji Jiangxi.
- 2017:
  - 311 osób zginęło, a 130 zostało rannych w przeprowadzonym przez terrorystów z Państwa Islamskiego ataku na wiernych opuszczających suficki meczet w Bir al-Abd na Synaju.
  - Emmerson Mnangagwa został prezydentem Zimbabwe.
- 2022 – Anwar Ibrahim został premierem Malezji.

## Urodzili się
- 1273 – Alfons Plantagenet, książę Anglii (zm. 1284)
- 1394 – Karol, książę Orleanu, poeta (zm. 1465)
- 1472 – Pietro Torrigiano, włoski rzeźbiarz (zm. 1528)
- 1583 – Juan de Jáuregui(inne języki), hiszpański poeta, malarz (zm. 1641)
- 1595 – Tarquinio Merula, włoski kompozytor, organista (zm. 1665)
- 1615 – Filip Wilhelm, elektor Palatynatu Reńskiego (zm. 1690)
- 1620 – Bonawentura z Barcelony, hiszpański franciszkanin, błogosławiony (zm. 1684)
- 1630 – Étienne Baluze, francuski jezuita, kanonista, historyk, wydawca, bibliotekarz (zm. 1718)
- 1631 – Magdalena Sybilla Holstein-Gottorp, księżna Meklemburgii-Güstrow (zm. 1719)
- 1632 – Baruch Spinoza, holenderski filozof (zm. 1677)
- 1642 – Anne Hilarion de Tourville, francuski admirał, marszałek Francji (zm. 1701)
- 1655 – Karol XI, król Szwecji (zm. 1697)
- 1664:
  - Jan Tobiasz Augustynowicz, polski duchowny ormiańskokatolicki, arcybiskup lwowski (zm. 1751)
  - Małgorzata Maria Farnese, księżna Modeny i Reggio (zm. 1718)
- 1668 – Konstanty Felicjan Szaniawski, polski duchowny katolicki, biskup włocławski i krakowski (zm. 1732)
- 1690 – (data chrztu) Carl Theodorus Pachelbel(inne języki), niemiecki kompozytor, organista (zm. 1750)
- 1713:
  - Juniper Serra, hiszpański franciszkanin, misjonarz, założyciel San Francisco, święty (zm. 1784)
  - Laurence Sterne, irlandzki pisarz (zm. 1768)
- 1724 – Maria Amalia Wettyn, królewna polska, królowa Neapolu i Sycylii oraz Hiszpanii (zm. 1760)
- 1729:
  - Charles Henri d’Estaing, francuski admirał (zm. 1794)
  - Aleksandr Suworow, rosyjski generał, austriacki feldmarszałek (zm. 1800)
- 1745 – Maria Ludwika Burbon, cesarzowa niemiecka (zm. 1792)
- 1751:
  - Antonio Benedetto Carpano, włoski destylator (zm. 1815)
  - Armand de Foucauld de Pontbriand, francuski duchowny katolicki, męczennik, błogosławiony (zm. 1792)
- 1752 – Pierre Bulliard, francuski lekarz, botanik, mykolog (zm. 1793)
- 1784:
  - Johann Ludwig Burckhardt, szwajcarski podróżnik, orientalista (zm. 1817)
  - Zachary Taylor, amerykański generał, polityk, prezydent USA (zm. 1850)
- 1797 – Jan Klemens Minasowicz, polski malarz, grafik, antykwariusz (zm. 1854)
- 1799:
  - Heinrich Förster, niemiecki duchowny katolicki, biskup wrocławski (zm. 1881)
  - Andrzej Gołoński, polski architekt (zm. 1854)
- 1801 – Ludwig Bechstein(inne języki), niemiecki pisarz (zm. 1860)
- 1806 – William Webb Ellis, brytyjski pastor, twórca rugby (zm. 1872)
- 1807:
  - Nepomucena Kostecka, polska aktorka (zm. 1847)
  - Friedrich Nerly, niemiecki malarz (zm. 1878)
- 1808 – James Augustus Stewart, amerykański polityk (zm. 1879)
- 1811 – Ulrich Ochsenbein, szwajcarski polityk (zm. 1890)
- 1812 – Xavier Hommaire de Hell(inne języki), francuski inżynier, geolog, geograf, podróżnik (zm. 1848)
- 1820 – Hermann Ramberg, austriacki generał major, polityk, ban Chorwacji (zm. 1899)
- 1821 – Henry Thomas Buckle, brytyjski historyk kultury, socjolog (zm. 1862)
- 1822 – Nahida Sturmhöfel, niemiecka poetka, feministka (zm. 1889)
- 1826 – Carlo Collodi, włoski pisarz, dziennikarz (zm. 1890)
- 1828 – Eli Jones Henkle, amerykański polityk (zm. 1893)
- 1831 – Eduard Junge, rosyjski okulista pochodzenia niemieckiego (zm. 1898)
- 1836 – Andrzej Pruszyński, polski rzeźbiarz (zm. 1895)
- 1838 – Jan Amborski, polski dziennikarz, wydawca, działacz niepodległościowy (zm. 1905)
- 1840 – John Brashear(inne języki), amerykański astronom, budowniczy teleskopów (zm. 1920)
- 1844:
  - Oscar Berger, niemiecki lekarz, fizjolog, elektroterapeuta (zm. 1885)
  - Friedrich Jolly, niemiecki neurolog, psychiatra (zm. 1904)
- 1847 – Antoni Jurasz, polski otolaryngolog, wykładowca akademicki (zm. 1923)
- 1848 – Lilli Lehmann, niemiecka śpiewaczka operowa (sopran) (zm. 1929)
- 1849:
  - Edward de Bondy, rosyjski generał major pochodzenia francuskiego (zm. 1922)
  - Frances Hodgson Burnett, brytyjska pisarka (zm. 1924)
- 1857:
  - Wacław Jacek Laskowski, polski inżynier-technolog, działacz socjalistyczny, zesłaniec (zm. 1932)
  - Andrzej Średniawski, polski działacz ludowy, polityk, poseł na Sejm i senator RP (zm. 1931)
- 1858 – Marija Baszkircewa, ukraińska malarka, rzeźbiarka (zm. 1884)
- 1859:
  - Cass Gilbert, amerykański architekt (zm. 1934)
  - Max Friedrich Koch, niemiecki malarz historyczny (zm. 1930)
  - Jan Michał Rakowski, polski działacz narodowy, pisarz, dziennikarz (zm. 1939)
- 1860 – Jan Danysz, polski lekarz, mikrobiolog, serolog, chemik, działacz społeczny, filozof (zm. 1928)
- 1861:
  - August Bier, niemiecki chirurg (zm. 1949)
  - Józef Kallenbach, polski historyk literatury, wydawca (zm. 1929)
  - Nobuaki Makino, japoński polityk, dyplomata (zm. 1949)
  - Martin Mróz, amerykański kowboj, rewolwerowiec, przestępca pochodzenia śląskiego (zm. 1895)
- 1863:
  - Alfred Larsen, norweski żeglarz sportowy, przedsiębiorca, filantrop (zm. 1950)
  - Józef Lipkowski, polski generał brygady, inżynier, wynalazca, poeta, prozaik, działacz emigracyjny (zm. 1949)
  - Leberecht Maass, niemiecki kontradmirał (zm. 1914)
  - Stanisław Windakiewicz, polski historyk literatury (zm. 1943)
- 1864:
  - Emil Szwanda, polski pułkownik piechoty, malarz (zm. 1946)
  - Henri de Toulouse-Lautrec, francuski malarz (zm. 1901)
- 1866:
  - Andrzej Bauer, francuski franciszkanin, misjonarz, męczennik, święty (zm. 1900)
  - Mieczysław Tarnawski, polski duchowny katolicki, kapelan wojskowy, historyk Kościoła, działacz społeczny (zm. 1928)
- 1867 – Alfred Pampalon, kanadyjski redemptorysta, Sługa Boży (zm. 1896)
- 1868:
  - Scott Joplin, amerykański pianista, kompozytor (zm. 1917)
  - Louis-Marie Ricard, francuski duchowny katolicki, biskup Nicei (zm. 1929)
- 1869:
  - Jan Bielecki, polski chemik, wykładowca akademicki (zm. 1926)
  - Óscar Carmona, portugalski polityk, premier i prezydent Portugalii (zm. 1951)
- 1870 – John Dietz, amerykański strzelec sportowy (zm. 1939)
- 1871:
  - Piotr Łomnowski, rosyjski generał porucznik (zm. 1956)
  - Josef Friedrich Schmidt, niemiecki przedsiębiorca (zm. 1948)
- 1872:
  - Gieorgij Cziczerin, radziecki polityk, dyplomata, ludowy komisarz spraw zagranicznych (zm. 1936)
  - Lew Michajłow, radziecki polityk (zm. 1928)
  - Jerzy Osmołowski, polski ziemianin, polityk, komisarz generalny Zarządu Cywilnego Ziem Wschodnich (zm. 1952)
- 1873 – Julij Martow, rosyjski polityk, publicysta, przywódca mienszewików (zm. 1923)
- 1874 – Charles Miller, brazylijski piłkarz, trener i sędzia piłkarski pochodzenia angielsko-szkockiego (zm. 1953)
- 1875:
  - Nobuyuki Abe, japoński wojskowy, polityk, premier Japonii (zm. 1953)
  - Xawery Dunikowski, polski rzeźbiarz, malarz, pedagog (zm. 1964)
- 1876 – Walter Burley Griffin, amerykański architekt i architekt krajobrazu (zm. 1937)
- 1877 – Alben Barkley, amerykański polityk, wiceprezydent USA (zm. 1956)
- 1879:
  - Izaak Grünbaum, polski i izraelski polityk (zm. 1970)
  - Michał Kamieński, polski astronom (zm. 1973)
- 1880:
  - Jan Kędzior, polski polityk, poseł na Sejm Śląski i senator RP (zm. 1955)
  - Abd al-Aziz ibn Su’ud, król Arabii Saudyjskiej (zm. 1953)
- 1883 – Juhan Tõrvand, estoński generał (zm. 1942)
- 1884:
  - Jicchak Ben Cewi, izraelski polityk, prezydent Izraela (zm. 1963)
  - Ragnar Stare, szwedzki strzelec sportowy (zm. 1964)
- 1885:
  - Stanisław Kalandyk, polski fizyk, wykładowca akademicki (zm. 1940)
  - Jan Lewandowski, polski pułkownik, przedsiębiorca, działacz niepodległościowy, polityk, senator RP (zm. 1960)
- 1887:
  - Erich von Manstein, niemiecki feldmarszałek (zm. 1973)
  - Franciszek Ratajczak, polski działacz niepodległościowy, uczestnik powstania wielkopolskiego (zm. 1918)
- 1888:
  - Mieczysław Brodowski, polski porucznik, legionista, działacz socjalistyczny i niepodległościowy (zm. 1915)
  - Dale Carnegie, amerykański pisarz (zm. 1955)
  - Clarence Huebner, amerykański generał porucznik (zm. 1972)
  - Fritz Klein, niemiecki lekarz, funkcjonariusz nazistowski, zbrodniarz wojenny (zm. 1945)
  - Nikołaj Kłykow, radziecki generał porucznik (zm. 1968)
  - Cathleen Nesbitt, brytyjska aktorka (zm. 1982)
  - Jacek Rotmil, polsko-niemiecki inżynier, scenograf filmowy pochodzenia żydowskiego (zm. 1944)
- 1889:
  - William Justin Kroll, luksemburski metalurg (zm. 1973)
  - Hubert Lafortune, belgijski gimnastyk (zm. ?)
  - Zalman Szazar, izraelski historyk, polityk, prezydent Izraela (zm. 1974)
- 1890 – Pankracy (Kaszperuk), ukraiński biskup prawosławny (zm. 1972)
- 1891:
  - Max Amann, niemiecki działacz nazistowski, publicysta (zm. 1957)
  - Gustaf Dyrssen, szwedzki pięcioboista nowoczesny (zm. 1981)
  - Luis Mariano Ospina Pérez, kolumbijski polityk, prezydent Kolumbii (zm. 1976)
  - Maria Pawlikowska-Jasnorzewska, polska poetka, dramatopisarka (zm. 1945)
- 1892 – Dmitrij Skobielcyn, rosyjski fizyk (zm. 1990)
- 1893 – Fern Andra, amerykańska aktorka, scenarzystka i producentka filmowa (zm. 1974)
- 1894 – Stefan Tyszkiewicz, polski hrabia, inżynier, wynalazca (zm. 1976)
- 1896 – Józef Weyers, polski prawnik, publicysta, dyplomata (zm. 1987)
- 1897 – Lucky Luciano, amerykański gangster pochodzenia włoskiego (zm. 1962)
- 1898:
  - Maksymilian Ciężki, polski major łączności, kryptolog (zm. 1951)
  - Liu Shaoqi, chiński polityk, przewodniczący ChRL (zm. 1969)
- 1899:
  - François Barraud, szwajcarski malarz (zm. 1934)
  - Georg Lindahl, szwedzki żeglarz sportowy (zm. 1970)
  - Jan Adam Maklakiewicz, polski kompozytor, pedagog, krytyk muzyczny, publicysta (zm. 1954)
  - Stefan Sobaniec, polski historyk, mediewista (zm. 1962)
- 1900 – Jerzy Jasiewicz, polski major kawalerii (zm. 1979)
- 1901:
  - Reidar Ødegaard, norweski biegacz narciarski (zm. 1972)
  - Waleria Sikorzyna, polska krawcowa, wizjonerka, znachorka (zm. 1975)
- 1902:
  - Mikołaj Orechwa, polski pułkownik MBP pochodzenia białoruskiego (zm. 1990)
  - Leon Płoszay, polski malarz, grafik, pedagog (zm. 1993)
- 1903:
  - Bronisław Dąbrowski, polski aktor, reżyser teatralny (zm. 1992)
  - Janina Juzoń, polska nauczycielka, działaczka komunistyczna (zm. 1976)
- 1904:
  - Andrzej Polus, polski polityk, prezydent Gorzowa Wielkopolskiego (zm. 1976)
  - Luigi Rovati, włoski bokser (zm. 1989)
- 1905:
  - Harry Barris, amerykański wokalista jazzowy, pianista, autor tekstów (zm. 1962)
  - Nikołaj Bogolubow, radziecki polityk (zm. 1975)
  - Charlie Purdy, nowozelandzki bokser (zm. 1982)
  - Michaił Romaszyn, radziecki dowódca partyzancki, polityk (zm. 1964)
- 1906:
  - René de Naurois, francuski duchowny katolicki, kapelan wojskowy, ornitolog (zm. 2006)
  - Joanna Piekarska, polska artystka plastyk, reżyserka teatralna, poetka (zm. 1996)
- 1907 – Ludwik Zabrocki, polski językoznawca, wykładowca akademicki (zm. 1977)
- 1908:
  - Aleksander Ford, polski reżyser i scenarzysta filmowy pochodzenia żydowskiego (zm. 1980)
  - Maria Jarema, polska malarka, rzeźbiarka, scenografka (zm. 1958)
  - Libertad Lamarque, argentyńska aktorka, piosenkarka (zm. 2000)
- 1909:
  - Gerhard Gentzen, niemiecki matematyk, logik (zm. 1945)
  - Jerzy Toeplitz, polski krytyk filmowy, historyk kina, pedagog (zm. 1995)
  - Edmund Zieliński, polski hokeista (zm. 1992)
  - Jadwiga Zubrycka, polska polityk, poseł na Sejm PRL, prezydent Białegostoku (zm. 1992)
- 1911:
  - Choi Seung-hee, koreańska tancerka (zm. 1969)
  - Joe Medwick, amerykański baseballista (zm. 1975)
  - João B. Siqueira, brazylijski piłkarz (zm. 1963)
- 1912:
  - Garson Kanin(inne języki), amerykański scenarzysta, reżyser filmowy i teatralny pochodzenia żydowskiego (zm. 1999)
  - Tadeusz Rogalski, polski bokser (zm. 1986)
  - Teddy Wilson, amerykański pianista jazzowy (zm. 1986)
  - Vicente Zito, argentyński piłkarz (zm. 1989)
- 1913:
  - Howard Duff, amerykański aktor, reżyser, producent filmowy, teatralny, radiowy i telewizyjny (zm. 1990)
  - Geraldine Fitzgerald, irlandzko-amerykańska aktorka (zm. 2005)
  - Gisela Mauermayer, niemiecka lekkoatletka, miotaczka i wieloboistka (zm. 1995)
- 1914 – Agostino Casaroli, włoski kardynał, sekretarz stanu Stolicy Apostolskiej (zm. 1998)
- 1915:
  - Lajos Lőrincze, węgierski językoznawca (zm. 1993)
  - Denise Restout, francuska klawesynistka (zm. 2004)
- 1916 – Forrest J Ackerman, amerykański pisarz science fiction (zm. 2008)
- 1917:
  - Haije Kramer, holenderski szachista (zm. 2004)
  - Malik Mulić, bośniacki działacz skautowski, slawista, tłumacz, publicysta (zm. 1980)
- 1918:
  - Ryszard Lewański, polski polonista, językoznawca, bibliotekoznawca, historyk (zm. 1996)
  - Jerzy Tomziński, polski duchowny katolicki, paulin, kaznodzieja, przeor klasztoru paulinów na Jasnej Górze (zm. 2021)
- 1919:
  - Wera Acewa-Dosta, jugosłowiańska i macedońska polityk komunistyczna (zm. 2006)
  - Oleg Trojanowski, radziecki dyplomata (zm. 2003)
  - Andrzej Wasilewski, polski weterynarz, polityk, poseł na Sejm PRL (zm. 1989)
- 1920:
  - Jerzy Hauptmann, polski politolog (zm. 2008)
  - Janusz Pawlak, polski architekt, nauczyciel akademicki (zm. 2005)
- 1921:
  - Prokop Murra, albański polityk komunistyczny (zm. 2005)
  - Halina Ołomucka, polsko-izraelska malarka (zm. 2007)
- 1922:
  - Danuta Mancewicz, polska aktorka (zm. 2008)
  - Donald W. Treadgold, amerykański historyk, sowietolog, wykładowca akademicki (zm. 1994)
- 1923:
  - Zlatko Čajkovski, jugosłowiański piłkarz, trener (zm. 1998)
  - Marian Knast, polski generał dywizji (zm. 2001)
  - Jan Stanisław Lipiński, polski matematyk, wykładowca akademicki (zm. 2019)
- 1924:
  - Tadeusz Gospodarek, polski socjolog, pedagog (zm. 2010)
  - Derek Williams, walijski rugbysta, krykiecista, działacz sportowy (zm. 2014)
- 1925:
  - William F. Buckley Jr., amerykański dziennikarz, publicysta, wydawca, pisarz (zm. 2008)
  - Maria Cichocka, polska aktorka (zm. 1988)
  - Simon van der Meer, holenderski fizyk, laureat Nagrody Nobla (zm. 2011)
  - Jan Szydlak, polski polityk, poseł na Sejm PRL, wicepremier (zm. 1997)
- 1926 – Tsung-Dao Lee, chiński fizyk, laureat Nagrody Nobla (zm. 2024)
- 1927:
  - Ahmadou Kourouma, iworyjski pisarz (zm. 2003)
  - Geoff Mardon, nowozelandzki żużlowiec (zm. 2015)
  - Kevin Skinner, nowozelandzki rugbysta, bokser (zm. 2014)
- 1928:
  - Mirosława Garlicka, polska montażystka filmowa (zm. 2005)
  - Cecylia Iwaniszewska, polska astronom, wykładowczyni akademicka, działaczka społeczna
  - Lech Ordon, polski aktor (zm. 2017)
- 1929:
  - José Borrello, argentyński piłkarz (zm. 2013)
  - Franciszek Kokot, polski internista, nefrolog, endokrynolog (zm. 2021)
  - Wiesław Śliżewski, polski geolog (zm. 2017)
- 1930:
  - Carmen Hernández, hiszpańska katechetka, działaczka katolicka (zm. 2016)
  - Sándor Rozsnyói, węgierski lekkoatleta, długodystansowiec (zm. 2014)
  - Robert Urbain, belgijski polityk (zm. 2018)
  - Albert Wolsky, amerykański kostiumograf pochodzenia francusko-polskiego
- 1931 – Władysław Kruk, polski polityk, poseł na Sejm PRL (zm. 1996)
- 1932:
  - Norbert Burger, niemiecki samorządowiec, burmistrz Kolonii (zm. 2012)
  - Antoni Gąsiorowski, polski historyk, mediewista, wykładowca akademicki
  - Anna Jókai, węgierska pisarka (zm. 2017)
  - Katalin Juhász, węgierska florecistka
  - Andrzej Kurylewicz, polski muzyk jazzowy, kompozytor, dyrygent (zm. 2007)
  - Janusz Stefanowicz, polski dziennikarz, politolog (zm. 1998)
- 1933 – Antônio Celso Queiroz, brazylijski duchowny katolicki, biskup pomocniczy São Paulo, biskup Catanduva (zm. 2023)
- 1934:
  - Renard Czajkowski, polski dyrygent, pedagog (zm. 2000)
  - Dewi Zephaniah Phillips, brytyjski filozof, wykładowca akademicki (zm. 2006)
  - Andrzej Jerzy Piotrowski, polski reżyser i scenarzysta filmowy (zm. 1978)
  - Alfred Schnittke, rosyjski kompozytor, pianista, teoretyk muzyki, pedagog pochodzenia niemiecko-żydowskiego (zm. 1998)
- 1935 – Chalifa ibn Salman Al Chalifa, bahrajński przedsiębiorca, polityk, premier Bahrajnu (zm. 2020)
- 1936:
  - Zenon Guldon, polski historyk, wykładowca akademicki (zm. 2012)
  - Jan Szczepaniak, polski prawnik, polityk, poseł na Sejm RP (zm. 2006)
  - Karol Szyndzielorz, polski dziennikarz, publicysta
- 1937 – Otto Pfister, niemiecki piłkarz, trener
- 1938:
  - Willy Claes, belgijski polityk, minister spraw zagranicznych, sekretarz generalny NATO
  - Natalia Kraczkowska, rosyjska aktorka (zm. 2016)
  - Oscar Robertson, amerykański koszykarz
  - Francisco Rodríguez, panamski inżynier, polityk, tymczasowy prezydent Panamy
  - Hando Runnel, estoński prozaik, poeta
  - Charles Starkweather, amerykański seryjny morderca (zm. 1959)
- 1939:
  - Neville Cenac, polityk z Saint Lucia, gubernator generalny
  - Maria Chiara, włoska śpiewaczka operowa (sopran liryczny)
  - Delio Lucarelli, włoski duchowny katolicki, biskup Rieti (zm. 2024)
  - Yoshinobu Miyake, japoński sztangista
  - Marit Paulsen, szwedzka dziennikarka, pisarka, polityk, eurodeputowana (zm. 2022)
  - György Schöpflin, węgierski politolog, polityk, eurodeputowany (zm. 2021)
- 1940:
  - Marshall Berman, amerykański filozof, pisarz (zm. 2013)
  - Helmut Paździor, polski polityk, poseł na Sejm RP, działacz mniejszości niemieckiej
  - Josi Sarid, izraelski dziennikarz, polityk (zm. 2015)
  - Hermann Otto Solms, niemiecki ekonomista, przedsiębiorca, polityk
  - Andrzej Warych, polski siatkarz, trener
- 1941:
  - Abd al-Kadir Bensalah, algierski polityk, przewodniczący Rady Narodu, p.o. prezydenta Algierii (zm. 2021)
  - Pete Best, brytyjski perkusista, członek zespołu The Beatles
  - Donald Dunn, amerykański basista, członek zespołu Booker T. and the M.G.’s (zm. 2012)
  - Josef Motzfeldt, grenlandzki polityk
  - Ricardo Piglia, argentyński pisarz, scenarzysta filmowy (zm. 2017)
- 1942:
  - Billy Connolly, brytyjski aktor, komik
  - Tomáš Jungwirth, czeski lekkoatleta, średniodystansowiec (zm. 1998)
  - Jean Ping, gaboński polityk, dyplomata pochodzenia chińskiego
- 1943:
  - Dave Bing, amerykański koszykarz
  - Takaji Mori, japoński piłkarz (zm. 2011)
  - Kuniwo Nakamura, palauski polityk, wiceprezydent i prezydent Palau (zm. 2020)
- 1944:
  - Bev Bevan, brytyjski perkusista
  - Kim Ho, południowokoreański piłkarz, trener
- 1945:
  - Natal de Carvalho Baroni, brazylijski piłkarz
  - Nuruddin Farah, somalijski pisarz
  - Wanda Neumann, polska aktorka
  - Kazimierz Nowicki, polski samorządowiec, polityk, prezydent Stargardu
- 1946:
  - Ted Bundy, amerykański seryjny morderca (zm. 1989)
  - Roberto Chale, peruwiański piłkarz, trener (zm. 2024)
  - Penny Jordan(inne języki), brytyjska pisarka (zm. 2011)
  - Minoru Kobata, japoński piłkarz
  - Barbara Kolago, polska dziennikarka, kompozytorka, muzyk
  - Jan Maciej Ptasiński, polski operator filmowy
  - Jan Ruiter, holenderski piłkarz, bramkarz
- 1947: 
  - Jean-François Fauchille, francuski pilot rajdowy (zm. 2014)
  - Sason Gabbaj, izraelski aktor
  - Jerzy Nowacki, polski matematyk, wykładowca akademicki
  - Dwight Schultz, amerykański aktor
- 1948:
  - Christoph Bergner, niemiecki polityk
  - Tony Bourge, walijski gitarzysta, członek zespołów: Budgie i Tredegar
  - Ian Hallam, brytyjski kolarz szosowy i torowy
  - Spider Robinson, kanadyjski pisarz science fiction
  - Rudy Tomjanovich, amerykański koszykarz, trener pochodzenia chorwackiego
  - Hans Westerhof, holenderski piłkarz, trener
  - Mary White, irlandzka polityk
- 1949:
  - Henry Bibby, amerykański koszykarz, trener
  - Pierre Buyoya, burundyjski wojskowy, polityk, prezydent Burundi (zm. 2020)
  - Ewen Cameron, szkocki posiadacz ziemski, polityk
  - Dušan Galis, słowacki piłkarz, trener
  - Andrzej Krajewski, polski dziennikarz, publicysta
- 1950:
  - Marco Biagi, włoski ekonomista, prawnik, polityk (zm. 2002)
  - Joanna Bojarska-Syrek, polski historyk sztuki, muzealniczka, pedagog (zm. 2015)
  - Bob Burns, amerykański perkusista, członek zespołu Lynyrd Skynyrd (zm. 2015)
  - Nikica Valentić, chorwacki prawnik, przedsiębiorca, polityk, premier Chorwacji (zm. 2023)
- 1951:
  - Janusz Gil, polski astronom (zm. 2014)
  - Jurij Kondakow, rosyjski łyżwiarz szybki
  - Ewa Kurek, polska historyk, scenarzystka, reżyserka, pisarka
  - Irena Nalepa, polska psychofarmakolog, biochemik, wykładowczyni akademicka
  - Ari Tissari, fiński piłkarz (zm. 2023)
  - Jeffrey Swann, amerykański pianista
- 1952:
  - Marek Bieńkowski, polski poeta
  - Rachel Chagall, amerykańska aktorka
  - Eamonn Coghlan, irlandzki lekkoatleta, średnio- i długodystansowiec, polityk
  - Karl Engel, szwajcarski piłkarz, bramkarz, trener
  - Norbert Haug, niemiecki dziennikarz, menedżer sportowy Mercedes-Benz
  - Thierry Lhermitte, francuski aktor, scenarzysta i producent filmowy
  - Joe Natuman, vanuacki polityk, premier Vanuatu
  - Idzi Panic, polski historyk, wykładowca akademicki
  - Ulrich Seidl, austriacki reżyser, scenarzysta i producent filmowy
- 1953:
  - Neil Immerman, amerykański informatyk
  - Ahmad Rahnema, hiszpański ekonomista pochodzenia irańskiego
- 1954:
  - Clem Burke, amerykański perkusista rockowy, członek zespołu Blondie (zm. 2025)
  - Emir Kusturica, serbski reżyser i scenarzysta filmowy, muzyk
  - Roswietha Zobelt, niemiecka wioślarka
- 1955:
  - Lena Adelsohn Liljeroth, szwedzka dziennikarka, polityk
  - Francesco Marino, włoski duchowny katolicki, biskup Avellino
  - Nadżib Mikati, libański polityk, premier Libanu
  - Andrzej Orzechowski, polski twórca filmów animowanych
- 1956:
  - Siarhiej Abłamiejka, białoruski matematyk, wykładowca akademicki
  - Andrzej Rejman, polski kompozytor, pianista
  - Ruben Santiago-Hudson, amerykański aktor
  - Cyril Svoboda, czeski prawnik, polityk
- 1957:
  - Denise Crosby, amerykańska aktorka
  - Santiago Gómez Sierra, hiszpański duchowny katolicki, biskup Huelvy
  - Jan Piskorski, polski prawnik, polityk, poseł na Sejm RP
- 1958:
  - Roy Aitken, szkocki piłkarz
  - Iwona Bos-Świecik, polska szachistka
  - Alain Chabat, francuski reżyser, scenarzysta, aktor, rysownik
  - Marek Sanak, polski genetyk, biolog molekularny
- 1959:
  - Zeinab Badawi, brytyjska dziennikarka i prezenterka telewizyjna pochodzenia sudańskiego
  - Efraín Mendoza Cruz, meksykański duchowny katolicki, biskup pomocniczy Tlalnepantla
  - Anka Mrak-Taritaš, chorwacka architekt, polityk
  - Akio Ōtsuka, japoński aktor
  - Piotr Romke, polski piłkarz
- 1960:
  - Mirosław Car, polski piłkarz (zm. 2013)
  - Amanda Wyss, amerykańska aktorka
  - Christophe Héral, francuski kompozytor muzyki filmowej oraz muzyki do gier wideo
- 1961:
  - Piotr Korczak, polski wspinacz
  - Arundhati Roy, indyjska pisarka, działaczka ruchu alterglobalistycznego
  - Jakub Sienkiewicz, polski lekarz neurolog, muzyk, wokalista, lider zespołu Elektryczne Gitary
  - Mark Winegardner, amerykański pisarz
- 1962:
  - John Kovalic, brytyjski ilustrator, autor komiksów
  - Gia Maisaszwili, gruziński polityk (zm. 2018)
  - Sławomir Popławski, polski aktor
- 1963:
  - Jurij Budanow, rosyjski oficer, zbrodniarz wojenny (zm. 2011)
  - Jacek Hoffmann, polski samorządowiec, wicemarszałek województwa lubuskiego
  - Robert Sadowski, polski gitarzysta, członek zespołów: Madame, Deuter, Houk i Kobong (zm. 2005)
  - Marek Wojtera, polski rolnik, przedsiębiorca, samorządowiec, polityk, poseł na Sejm RP (zm. 2022)
- 1964:
  - Garret Dillahunt, amerykański aktor
  - Conleth Hill, północnoirlandzki aktor
  - Tony Rombola, amerykański gitarzysta, członek zespołu Godsmack
  - Brad Sherwood, amerykański aktor
- 1965:
  - Anna Bałchan, polska zakonnica, działaczka społeczna
  - Rui Barros, portugalski piłkarz
  - Tommy Boyd, szkocki piłkarz
  - Marek Chocian, polski żeglarz sportowy, trener
  - Shirley Henderson, brytyjska aktorka
- 1966:
  - Delphyne Burlet, francuska biathlonistka
  - Juan Pablo Gamboa, kolumbijsko-meksykański aktor
  - Zbigniew Robakiewicz, polski piłkarz, bramkarz
  - Sergiusz (Telich), estoński biskup prawosławny
  - Russell Watson, brytyjski śpiewak operowy (tenor)
- 1967:
  - Mirjana Joković, serbska aktorka
  - Kerstin Köppen, niemiecka wioślarka
  - Stefan Tewes, niemiecki hokeista na trawie
- 1968:
  - Anura Kumara Dissanayake, lankijski polityk, prezydent Sri Lanki
  - Drew Henry, szkocki snookerzysta
  - Bülent Korkmaz, turecki piłkarz
  - Krzysztof Korwin-Piotrowski, polski reżyser i scenarzysta filmowy
- 1969:
  - Mariusz Ambroziak, polski polityk, poseł na Sejm RP
  - Łukasz Czuj, polski reżyser teatralny, dramaturg
  - Jacinto Espinoza, ekwadorski piłkarz, bramkarz
  - Rob Nicholson, amerykański muzyk, kompozytor, basista
- 1970:
  - Aleksander Kłak, polski piłkarz, bramkarz
  - Paul Laciga, szwajcarski siatkarz plażowy
  - Chad Taylor, amerykański muzyk, gitarzysta, członek zespołu Live
  - Julieta Venegas, meksykańska piosenkarka
- 1971:
  - Olga Pantelejewa, rosyjsko-polska koszykarka
  - Keith Primeau, kanadyjski hokeista, trener i działacz hokejowy
- 1972:
  - Fred Brathwaite, kanadyjski hokeista, bramkarz pochodzenia barbadoskiego
  - Marek Lemsalu, estoński piłkarz
- 1973:
  - Félix Cárdenas, kolumbijski kolarz szosowy
  - Hamlet Mychitarian, ormiański piłkarz
- 1974:
  - Przemek Kuczyński, polski perkusista, muzyk sesyjny, kompozytor, realizator nagrań
  - Stephen Merchant, brytyjski pisarz, reżyser, prezenter radiowy, komik, aktor
  - Aylín Mújica, meksykańska aktorka pochodzenia kubańskiego
- 1975:
  - Spasoje Bulajič, słoweński piłkarz
  - Gergely Kocsárdi, węgierski piłkarz
  - Kristina Koznick, amerykańska narciarka alpejska pochodzenia polskiego
  - Agnieszka Leonowicz, polska piłkarka
  - Jiří Pospíšil, czeski prawnik, polityk
- 1976:
  - Théo Becker, brazylijski aktor, model, piosenkarz
  - Chen Lu, chińska łyżwiarka figurowa
  - Rafał Gunajew, polski szachista, sędzia szachowy (zm. 2016)
  - Flavius Stoican, rumuński piłkarz, trener
  - Aleksandr Szyrko, rosyjski piłkarz
  - Mariusz Tarnożek, polski aktor, wokalista
- 1977:
  - Colin Hanks, amerykański aktor
  - Lucille Opitz, niemiecka łyżwiarka szybka
  - Fernando Ariel Troyansky, argentyński piłkarz pochodzenia polskiego
  - Anton Žlogar, słoweński piłkarz
- 1978:
  - Katherine Heigl, amerykańska aktorka, producentka filmowa
  - Jari Ilola, fiński piłkarz
  - Dmitrij Kiriłłow, rosyjski bokser
- 1979:
  - Carmelita Jeter, amerykańska lekkoatletka, sprinterka
  - Joseba Llorente, baskijski piłkarz
- 1980:
  - Hassan Alla, marokański piłkarz
  - Emily Freeman, brytyjska lekkoatletka, sprinterka
  - Mateusz Młodzianowski, polski aktor
  - Beth Phoenix, amerykańska wrestlerka
  - Branko Radivojevič, słowacki hokeista pochodzenia serbskiego
  - Lyndon Rush, kanadyjski bobsleista
  - Johnny Spillane, amerykański narciarz, specjalista kombinacji norweskiej
  - Brian Viloria, amerykański bokser pochodzenia filipińskiego
- 1981:
  - Dumè, francuski piosenkarz, kompozytor, aktor musicalowy
  - Cliff Hawkins, amerykański koszykarz
  - Dariusz Oczkowicz, polski koszykarz
  - Mads Rasmussen, duński wioślarz
  - Oliwia Spiker, polsko-niemiecka pięściarka
- 1982:
  - Dizkret, polski raper
  - Katarzyna Karasińska, polska narciarka alpejska
  - Karolina Malinowska-Janiak, polska modelka
  - Szymon Szynkowski vel Sęk, polski polityk, poseł na Sejm RP, sekretarz stanu w MSZ
- 1983:
  - Dean Ashton, angielski piłkarz
  - Marc Berthod, szwajcarski narciarz alpejski
  - Tatiana Casiraghi, kolumbijska celebrytka, członkini monakijskiej rodziny książęcej
  - Gwilym Lee, brytyjski aktor
  - Dorian Mortelette, francuski wioślarz
  - Luis León Sánchez, hiszpański kolarz szosowy
  - Jan Schmid, norweski specjalista kombinacji norweskiej
- 1984:
  - Omer Bakhit, sudański piłkarz
  - Zuzana Bergrová, czeska lekkoatletka, sprinterka i płotkarka
  - Kagisho Dikgacoi, południowoafrykański piłkarz
  - Lindsay Ellis, amerykańska pisarka science fiction, krytyczka filmowa, youtuberka
  - Maria Höfl-Riesch, niemiecka narciarka alpejska
  - Roy Miller, kostarykański piłkarz
  - Lisa Nordén, szwedzka triathlonistka
  - Xu Haiyan, chińska zapaśniczka
  - Zhang Shufeng, chiński lekkoatleta, skoczek wzwyż
- 1985:
  - Meýlis Annaberdiýew, turkmeński szachista
  - Fabiano, brazylijski piłkarz
  - Marko Marjanović, serbski wioślarz
  - Grigorij Panin, rosyjski hokeista pochodzenia kazachskiego
  - Vasilije Prodanović, serbski piłkarz
  - Shqipran Skeraj, kosowski piłkarz
- 1986:
  - Sebastian Bachmann, niemiecki florecista
  - Souleymane Keïta, malijski piłkarz
  - Franziska Konitz, niemiecka judoczka
  - Pedro León, hiszpański piłkarz
  - Ryan Whiting, amerykański lekkoatleta, kulomiot
- 1987:
  - Mehmed Alispahić, bośniacki piłkarz
  - Matevž Kamnik, słoweński siatkarz
  - Jeremain Lens, holenderski piłkarz pochodzenia surinamskiego
- 1988:
  - Siarhiej Karniejeu, białoruski bokser
  - Anthony Ogogo, brytyjski bokser
  - Dorian van Rijsselberghe, holenderski żeglarz sportowy
  - Erika Sema, japońska tenisistka
- 1989:
  - Sheniqua Ferguson, bahamska lekkoatletka, sprinterka
  - Mario Gavranović, szwajcarski piłkarz pochodzenia chorwackiego
  - Dejen Gebremeskel, etiopski lekkoatleta, długodystansowiec
  - Lukas Hradecky, fiński piłkarz, bramkarz pochodzenia słowackiego
  - Anna Ryżykowa, ukraińska lekkoatletka, płotkarka
- 1990:
  - Gastão Elias, portugalski tenisista
  - Mario Gaspar, hiszpański piłkarz
  - Sarah Hyland, amerykańska aktorka
  - Tom Odell, brytyjski piosenkarz
  - Katarzyna Stasiecka, polska judoczka
  - Michał Urbaniak, polski przedsiębiorca, polityk, poseł na Sejm RP
- 1991:
  - Ruslan Nurudinov, uzbecki sztangista
  - Mélissa Page, szwajcarska lekkoatletka, tyczkarka
  - Kacper Piorun, polski szachista
  - Ptakova, polska wokalistka, kompozytorka, autorka tekstów
- 1992:
  - Davron Khashimov, uzbecki piłkarz
  - Pia Weiand, niemiecka siatkarka
- 1993:
  - Iwi Adamu, grecko-cypryjska piosenkarka
  - Jasper De Buyst, belgijski kolarz szosowy i torowy
  - Savanah Leaf, brytyjska siatkarka
- 1994:
  - Nabil Bentaleb, algierski piłkarz
  - Ben Emelogu, amerykański koszykarz
  - Mateusz Narloch, polski aktor
- 1995:
  - Keljin Blevins, amerykański koszykarz
  - Lowie Stuer, belgijski siatkarz
  - Jordan Woodard, amerykański koszykarz
  - Piotr Zioła, polski piosenkarz
- 1996:
  - Louise Hansson, szwedzka pływaczka
  - Kadri-Ann Lass, estońska koszykarka
- 1997:
  - Patrick Berg, norweski piłkarz
  - Patrycja Michalczyk, polska piłkarka
  - Marco Richter, niemiecki piłkarz
- 1998 – Stanisław Szwedow, kazachski piłkarz wodny
- 1999:
  - Norman Campbell, jamajski piłkarz
  - Abby Steiner, amerykańska lekkoatletka, sprinterka
- 2000:
  - Adrian Benedyczak, polski piłkarz
  - Tamás Kiss, węgierski piłkarz
- 2003 – Carl-Frederik Bévort, duński kolarz szosowy i torowy
- 2004 – Johannes Årdal, norweski skoczek narciarski
- 2006:
  - Simeon Nikołow, bułgarski siatkarz
  - Nina Pinzarrone, belgijska łyżwiarka figurowa pochodzenia włoskiego

## Zmarli
- 654 – Kōtoku, cesarz Japonii (ur. 596)
- 851 – Flora i Maris, dziewice, męczennice i święte z Kordoby (ur. ?)
- 1072 – Bagrat IV, król Gruzji (ur. 1018)
- 1227 – Leszek Biały, książę krakowski, mazowiecki i kujawski (ur. 1184 lub 85)
- 1335 – Henryk VI Dobry, książę wrocławski (ur. 1294)
- 1378 – Guglielmo Sanseverino, włoski kardynał (ur. ?)
- 1425 – Bohuslav ze Schwanberga, czeski szlachcic, polityk i dowódca husycki (ur. przed 1396)
- 1468 – Jean de Dunois, francuski arystokrata, hrabia Mortain(inne języki), Dunois(inne języki) i Longueville, wielki szambelan Francji (ur. 1402)
- 1497 – Girolamo Albertucci dei Borselli, włoski dominikanin, inkwizytor, historyk (ur. 1432)
- 1530:
  - Giacomo Berengario da Carpi, włoski lekarz, anatom (ur. ok. 1460)
  - Mingyinyo, król Taungngu (ur. 1459)
- 1531 – Jan Oekolampad, szwajcarski humanista, teolog protestancki, reformator religijny (ur. 1482)
- 1572 – John Knox, szkocki duchowny i teolog protestancki (ur. 1514)
- 1604 – Mikołaj Działyński, polski szlachcic, polityk (ur. 1540)
- 1607 – Charles de Lorraine-Vaudémont, francuski duchowny katolicki, biskup Metzu i Strasburga, kardynał (ur. 1567)
- 1647:
  - Taddeo Barberini, włoski arystokrata (ur. 1603)
  - Władysław Kierdej, polski szlachcic, polityk, marszałek Sejmu (ur. ?)
- 1661 – Zheng Zhilong, chiński pirat, polityk (ur. 1604)
- 1663 – Ludwik IV, książę legnicki (ur. 1616)
- 1679 – Giovanni Felice Sances, włoski śpiewak, kompozytor (ur. 1600)
- 1698 – Armand Wiktoryn Cieszejko, polski duchowny katolicki, dominikanin, biskup bakowski (ur. ok. 1660)
- 1715 – Jadwiga Eleonora z Holstein-Gottorp, królowa i regentka Szwecji (ur. 1636)
- 1721 – Dōkyō Etan, japoński mistrz zen (ur. 1642)
- 1722 – Johann Adam Reincken, niemiecko-holenderski kompozytor, organista (ur. 1623)
- 1724 – Ernest Ludwik I, książę Saksonii-Meiningen (ur. 1672)
- 1741 – Ulryka Eleonora Wittelsbach, królowa Szwecji (ur. 1688)
- 1754 – Herman Cedercreutz, szwedzki radca państwowy, dyplomata (ur. 1684)
- 1766 – Michał Ksawery Sapieha, polski generał, polityk (ur. 1735)
- 1775 – Lorenzo Ricci, włoski generał (ur. 1703)
- 1778 – Otto Fleming, szwedzki wojskowy, polityk, dyplomata (ur. 1696)
- 1800 – Sebastián Martínez y Pérez, hiszpański kupiec, mecenas sztuki (ur. 1747)
- 1801:
  - Philip Hamilton, amerykańska ofiara pojedynku (ur. 1782)
  - Franz Moritz von Lacy, austriacki feldmarszałek, polityk (ur. 1725)
- 1805 – Wilhelm Böttner, niemiecki malarz (ur. 1752)
- 1807:
  - Joseph Brant, brytyjski polityk, dyplomata, wódz Mohawków (ur. ok. 1742)
  - Johann Christian Mencke, saski ogrodnik (ur. 1738)
- 1817 – Aleksiej Gorczakow, rosyjski generał, polityk (ur. 1769)
- 1822 – Zofia Potocka, stambulska kurtyzana pochodzenia greckiego (ur. 1760)
- 1837 – Joseph Kent, amerykański polityk (ur. 1779)
- 1838:
  - Piotr Borie, francuski duchowny katolicki, biskup, misjonarz, męczennik, święty (ur. 1808)
  - Wincenty Nguyễn Thế Điểm, wietnamski duchowny katolicki, męczennik, święty (ur. ok. 1761)
  - Piotr Vũ Đăng Khoa, wietnamski duchowny katolicki, męczennik, święty (ur. ok. 1790)
- 1848 – William Lamb, brytyjski arystokrata, polityk, minister spraw wewnętrznych, premier Wielkiej Brytanii (ur. 1779)
- 1851:
  - Piotr Paweł Piłsudski, polski szlachcic, dziadek Józefa (ur. 1795)
  - Maria Krystyna Wettyn, księżniczka saska i kurlandzka, księżna Carignano (ur. 1770)
- 1852 – Walter Forward, amerykański polityk (ur. 1786)
- 1857 – Henry Havelock, brytyjski generał (zm. 1795)
- 1858 – Wincenty Krasiński, polski magnat, generał, polityk (ur. 1782)
- 1860 – Ignacy Gierdziejewski, polski malarz, rysownik (ur. 1826)
- 1870 – Comte de Lautréamont, francuski poeta (ur. 1846)
- 1875 – Joseph Othmar von Rauscher, austriacki duchowny katolicki, arcybiskup Wiednia, kardynał (ur. 1797)
- 1880:
  - Józef Michał Juszyński, polski duchowny katolicki, biskup sandomierski (ur. 1793)
  - Napoléon-Henri Reber, francuski kompozytor (ur. 1807)
- 1885 – Adam Loewe, polski architekt pochodzenia żydowskiego (ur. 1811)
- 1886 – Jean Laurent, francuski fotograf (ur. 1816)
- 1889 – George H. Pendleton, amerykański polityk (ur. 1825)
- 1891 – Robert Bulwer-Lytton, brytyjski arystokrata, dyplomata, administrator kolonialny (ur. 1831)
- 1893 – Jan Bartkowski, polski oficer, uczestnik powstania listopadowego, rewolucjonista, działacz emigracyjny, pamiętnikarz, tłumacz, nauczyciel języków obcych (ur. 1811)
- 1895:
  - Jules Barthélemy-Saint-Hilaire, francuski filozof, dziennikarz, polityk (ur. 1805)
  - Feliks Berdau, polski botanik, fitopatolog, wykładowca akademicki (ur. 1826)
  - Ludwik Karol Teichmann, polski anatom, wykładowca akademicki, polityk (ur. 1823)
- 1896 – Antoni Nagórny, polski ekonomista, bankowiec, działacz spółdzielczy (ur. 1821)
- 1899 – Abdullahi, sudański dowódca wojskowy (ur. 1846)
- 1901:
  - Carl Eduard Cramer, szwajcarski botanik, mykolog, wykładowca akademicki (ur. 1831)
  - John Owen, brytyjski pastor, szachista (ur. 1827)
  - Heinrich Urban, niemiecki kompozytor, skrzypek, pedagog (ur. 1837)
- 1902 – Ladislav Čelakovský, czeski botanik, wykładowca akademicki (ur. 1834)
- 1906:
  - Simon Gregorčič, słoweński duchowny katolicki, poeta (ur. 1844)
  - Florian Stablewski, polski duchowny katolicki, arcybiskup metropolita gnieźnieński i prymas Polski (ur. 1841)
  - Isidor Zabludowski, rosyjsko-niemiecki lekarz, pisarz pochodzenia żydowskiego (ur. 1850/51)
- 1908 – Alexis Joffroy, francuski neurolog, psychiatra, wykładowca akademicki (ur. 1844)
- 1910:
  - Angelo Mosso, włoski fizjolog, wykładowca akademicki, polityk (ur. 1846)
  - Alessandro Sanminiatelli Zabarella, włoski kardynał (ur. 1840)
- 1911:
  - Wacław Karczewski, polski bibliotekarz, pisarz, dziennikarz (ur. 1855)
  - Adam Szulisławski, polski okulista, wykładowca akademicki (ur. 1865)
- 1914:
  - Aristide Cavallari, włoski duchowny katolicki, patriarcha Wenecji, kardynał (ur. 1849)
  - Léon Vaillant, francuski zoolog, muzealnik (ur. 1834)
  - Emilio Visconti-Venosta, włoski arystokrata, dyplomata, polityk (ur. 1829)
- 1915 – Gabriel von Max, austriacko-niemiecki malarz (ur. 1840)
- 1916:
  - Adelajda Maria z Anhaltu-Dessau, wielka księżna Luksemburga (ur. 1833)
  - Ernst Gaupp, niemiecki anatom (ur. 1865)
  - Hiram Maxim, brytyjski wynalazca pochodzenia amerykańskiego (ur. 1840)
  - Antoni Mazanowski, polski historyk, krytyk literacki, pedagog (ur. 1858)
- 1917 – Włodzimierz Kozłowski, polski ekonomista, prawnik, polityk (ur. 1858)
- 1918:
  - Jan Kubik, polski działacz ludowy, polityk (ur. 1859)
  - Alexander Schnütgen, niemiecki duchowny katolicki, teolog, kolekcjoner dzieł sztuki (ur. 1843)
- 1919 – Józef Babiak, polski podchorąży, powstaniec śląski (ur. 1897)
- 1920:
  - Benigno Ferreira, paragwajski wojskowy, polityk, prezydent Paragwaju (ur. 1846)
  - Mieczysław Geniusz, polski inżynier, publicysta, działacz niepodległościowy (ur. 1853)
  - Alexandru Macedonski, rumuński poeta, prozaik (ur. 1854)
  - Israel Taub, polski rabin (ur. 1849)
- 1921 – Gerhard Seeliger, niemiecki historyk, wykładowca akademicki (ur. 1860)
- 1922:
  - Robert Erskine Childers, irlandzki pisarz, działacz niepodległościowy (ur. 1870)
  - Charles Jacobus, amerykański roquesista (ur. 1840)
  - Giorgio Sidney Sonnino, włoski prawnik, polityk, premier Włoch (ur. 1847)
- 1924:
  - Wiktor Past, polski generał dywizji (ur. 1858)
  - Henry Somerset, brytyjski arystokrata, polityk (ur. 1847)
  - Fernando Tamagnini de Abreu, portugalski generał (ur. 1856)
- 1925:
  - Ferdinand Schmid, austriacko-niemiecki prawnik, statystyk, wykładowca akademicki (ur. 1862)
  - Albert Warburton, angielski piłkarz (ur. 1856)
- 1926:
  - Leonid Krasin, radziecki inżynier, polityk (ur. 1870)
  - Jaakow Dawid Taub, polski rabin, muzyk, kompozytor (ur. 1878)
- 1927:
  - Ion I.C. Brătianu, rumuński polityk, premier Rumunii (ur. 1864)
  - Szuszanik Kurginian, ormiańska poetka (ur. 1876)
- 1928:
  - Henryk Lamensdorf , polski architekt pochodzenia żydowskiego (ur. 1876)
  - Edward Maliszewski, polski bibliograf, historyk, etnograf, dziennikarz (ur. 1875)
- 1929:
  - Georges Clemenceau, francuski lekarz, pisarz, polityk, premier Francji (ur. 1841)
  - Stanisław Słupecki, polski generał brygady (ur. 1865)
- 1931:
  - Kunibert Krix, niemiecki duchowny katolicki, polityk (ur. 1867)
  - Matthew Lindsay McPhail, szkocki niezależny działacz religijny, kompozytor (ur. 1854)
- 1932:
  - Charles Axtell, amerykański strzelec sportowy (ur. 1859)
  - Jan Korzonkiewicz, polski duchowny katolicki, teolog, tłumacz (ur. 1877)
  - Władysław Massalski, polski botanik, geograf, podróżnik, wykładowca akademicki (ur. 1859)
- 1933 – Cipriano Muñoz y Manzano, hiszpański historyk, filolog, polityk, dyplomata (ur. 1862)
- 1936:
  - Paula Isla Alonso de Santa Anastasia, hiszpańska karmelitanka, męczennica, błogosławiona (ur. 1863)
  - Daria Campillo Paniagua de Santa Sofia, hiszpańska karmelitanka, męczennica, błogosławiona (ur. 1873)
  - Kandyda od NMP Anielskiej Cayuso González, hiszpańska karmelitanka, męczennica, błogosławiona (ur. 1901)
  - Erundina od Matki Boskiej Szkaplerznej Colino Vega, hiszpańska karmelitanka, męczennica, błogosławiona (ur. 1883)
  - Klara od NMP Naszej Nadziei Ezcurra Urrutia, hiszpańska karmelitanka, męczennica, błogosławiona (ur. 1896)
  - Pawieł Gałanin, radziecki polityk (ur. 1887)
  - Antonina od św. Tymoteusza Gosens Saez de Ibarra, hiszpańska karmelitanka, męczennica, błogosławiona (ur. 1870)
  - Ludwig Manzel, niemiecki rzeźbiarz, rysownik (ur. 1858)
  - Józef Rajski, polski przedsiębiorca, polityk, burmistrz Nowego Targu, poseł na Sejm Ustawodawczy (ur. 1868)
  - Concepción Rodríguez Fernández de Santa Magdalena, hiszpańska karmelitanka miłosierdzia, męczennica, błogosławiona (ur. 1895)
  - Paul Romahn, niemiecki duchowny katolicki, polityk (ur. 1850)
- 1937:
  - Nikołaj Olejnikow, rosyjski prozaik, poeta, scenarzysta, autor utworów dla dzieci (ur. 1898)
  - Zdzisław Tarnowski, polski ziemianin, przemysłowiec, działacz gospodarczy, społeczny i kulturalny, polityk, tajny radca, dziedziczny członek Izby Panów w Reichsracie, poseł na galicyjski Sejm Krajowy i senator RP (ur. 1862)
- 1938:
  - Jan Jerzy, książę Saksonii (ur. 1869)
  - Florian Feliks Świeżyński, polski pułkownik lekarz, otolaryngolog, działacz oświatowy (ur. 1870)
- 1939:
  - Walenty Rakoniewski, polski działacz społeczny, powstaniec śląski (ur. 1884)
  - Michał Szulczewski, polski ziemianin, polityk, poseł na Sejm RP (ur. 1882)
- 1940:
  - Jan Buzek, polsko-czechosłowacki lekarz, działacz społeczny, polityk (ur. 1874)
  - James Craig, brytyjski arystokrata, polityk, premier Irlandii Północnej (ur. 1871)
  - Janne Lundblad, szwedzki jeździec sportowy (ur. 1877)
  - Kinmochi Saionji, japoński polityk, premier Japonii (ur. 1849)
- 1941 – Franciszek Dionizy Wilkoszewski, polski dziennikarz, wydawca prasowy (ur. 1875)
- 1942:
  - Julia Habryka, polska działaczka społeczna i socjalistyczna (ur. 1896)[3]
  - Bohumil Kafka, czeski rzeźbiarz, polityk (ur. 1878)
  - Jerzy Zbigniew Ostrowski, polski pedagog, reformator szkolnictwa, działacz społeczny, dziennikarz, pisarz (ur. 1897)
- 1943:
  - Mikałaj Azbukin, białoruski geograf, krajoznawca, publicysta, działacz narodowy (ur. 1894)
  - Antoni Budny, polski ziemianin, hodowca koni (ur. 1861)
  - Helmut Hesse, niemiecki pastor, działacz antynazistowski (ur. 1816)
  - Jerzy Antoni Lewiński, polski major (ur. 1908)
  - Doris Miller, amerykański marynarz (ur. 1919)
- 1944 – Paweł Chromik, polski urzędnik (ur. 1900)[4]
- 1946 – László Moholy-Nagy, węgierski malarz, fotograf, projektant, producent filmowy (ur. 1895)
- 1947:
  - Stanisław Babiarz, polski major, żołnierz AK, uczestnik powstania warszawskiego (ur. 1900)
  - Léon-Paul Fargue, francuski poeta, eseista (ur. 1876)
- 1948:
  - Raul Koczalski, polski pianista, kompozytor (ur. 1885)
  - Jan Jerzy Wroniecki, polski grafik, malarz (ur. 1890)
- 1950 – Henryk Grossmann, polsko-niemiecki ekonomista, historyk pochodzenia żydowskiego (ur. 1881)
- 1951 – George Rensbury Hicks, brytyjski pilot wojskowy, as myśliwski (ur. 1900)
- 1952 – Andrzej Przeworski, polski piłkarz, bramkarz, trener, prezes PZPN (ur. 1900)
- 1954:
  - Israel Amter, amerykański działacz komunistyczny pochodzenia żydowskiego (ur. 1881)
  - Leopold Haar, polski grafik, dekorator, muzyk, autor tekstów pochodzenia żydowskiego (ur. 1910)
- 1955 – Roman Kobendza, polski botanik, dendrolog (ur. 1886)
- 1956:
  - Guido Cantelli, włoski dyrygent (ur. 1920)
  - Jerzy Michalski, polski ekonomista, polityk, minister skarbu (ur. 1870)
  - Flora Sandes, brytyjska pielęgniarka, kapitan w służbie serbskiej (ur. 1876)
  - Konstantin Trietiakow, rosyjski neurolog, neuropatolog (ur. 1893)
- 1957 – Diego Rivera, meksykański malarz, grafik, architekt (ur. 1886)
- 1958:
  - Robert Cecil, brytyjski arystokrata, prawnik, polityk, dyplomata, lord tajnej pieczęci, laureat Pokojowej Nagrody Nobla (ur. 1864)
  - Gieorgij Zarubin, radziecki polityk, dyplomata (ur. 1900)
- 1959 – Ion Gigurtu, rumuński ekonomista, inżynier, polityk, premier Rumunii (ur. 1886)
- 1960:
  - Ferdynand Goetel, polski prozaik, dramaturg, scenarzysta, publicysta, prezes Związku Literatów Polskich (ur. 1890)
  - Olga Romanowa, wielka księżna Rosji (ur. 1882)
- 1961 – Ruth Chatterton, amerykańska aktorka (ur. 1892)
- 1962:
  - Jacek Kubica, polski duchowny katolicki, werbista, pedagog (ur. 1903)
  - Konstanty Moldenhawer, polski fitogenetyk, wykładowca akademicki (ur. 1889)
  - Forrest Smithson, amerykański lekkoatleta, płotkarz (ur. 1884)
- 1963:
  - Me’ir Argow, izraelski polityk (ur. 1905)
  - William Cuthbertson, brytyjski bokser (ur. 1902)
  - Lee Harvey Oswald, amerykański zamachowiec (ur. 1939)
- 1964 – Herbert Johanson, estoński architekt (ur. 1884)
- 1965:
  - Hilarion (Koczergin), rosyjski biskup prawosławny (ur. 1884)
  - Tadeusz Kossakowski, polski generał dywizji, inżynier, cichociemny (ur. 1888)
  - Abd Allah III as-Salim as-Sabah, szejk i emir Kuwejtu (ur. 1895)
- 1966 – Nikołaj Pieczkowski, rosyjski aktor, śpiewak operowy (tenor) (ur. 1896)
- 1967:
  - Mieczysław Pękala, polski major saperów, żołnierz AK, cichociemny (ur. 1898)
  - Juliusz Żórawski, polski architekt (ur. 1898)
- 1968 – István Dobi, węgierski polityk komunistyczny, przewodniczący Rady Państwa (ur. 1898)
- 1969 – Alojzy Śliwa, polski prozaik, poeta, działacz społeczny (ur. 1885)
- 1970:
  - Stanisław Bugajski, polski aktor, reżyser, dramaturg, dyrektor i kierownik artystyczny teatrów (ur. 1922)
  - Iwan Kuzniecow, rosyjski filozof, encyklopedysta, wykładowca akademicki (ur. 1911)
  - Maria Michał Sitek, polski duchowny mariawicki, biskup Kościoła Starokatolickiego Mariawitów (ur. 1906)
- 1971 – Boris Siergiejewski, rosyjski pilot wojskowy, as myśliwski, działacz emigracyjny (ur. 1888)
- 1972 – Iwan Lebiediew, radziecki polityk (ur. 1907)
- 1973:
  - Nikołaj Kamow, rosyjski konstruktor lotniczy (ur. 1902)
  - Matylda Walter, polska bizneswoman, Sprawiedliwa wśród Narodów Świata (ur. 1891)
- 1974 – Yndalkaczeu Mekonnyn, etiopski dyplomata, polityk, premier Etiopii (ur. 1923)
- 1975 – Beno Kohen, izraelski prawnik, polityk (ur. 1894)
- 1977:
  - Richard Carlson, amerykański aktor (ur. 1912)
  - Piotr Lewicki, radziecki polityk (ur. 1906)
- 1978 – Antoni Olcha, polski prozaik, poeta, dramaturg, reportażysta (ur. 1914)
- 1979:
  - Reg Armstrong, irlandzki kierowca wyścigowy (ur. 1928)
  - Ralph Greenson, amerykański psychiatra, psychoanalityk (ur. 1911)
  - Aleksander Krzywobłocki, polski architekt, fotograf, fotomontażysta, konserwator zabytków (ur. 1901)
- 1980:
  - Jeanne Matthey, francuska tenisistka (ur. 1886)
  - George Raft, amerykański aktor (ur. 1901)
- 1981 – Julian Zubek, polski major (ur. 1913)
- 1982:
  - Barack Obama Sr., kenijski ekonomista (ur. 1936)
  - Eino Penttilä, fiński lekkoatleta, oszczepnik (ur. 1906)
- 1983 – Zygmunt Samosiuk, polski operator filmowy (ur. 1939)
- 1984:
  - Jan Bernasiewicz, polski rzeźbiarz ludowy, pamiętnikarz (ur. 1908)
  - Zygmunt Brejnak, polski podpułkownik, żołnierz AK (ur. 1899)
  - Jimmy Jackson, amerykański kierowca wyścigowy (ur. 1910)
- 1985:
  - Maurice Podoloff, amerykański prawnik, działacz sportowy pochodzenia żydowskiego (ur. 1890)
  - George Raynor, angielski piłkarz, trener (ur. 1907)
  - Big Joe Turner, amerykański muzyk bluesowy (ur. 1911)
- 1987 – Karol Bunsch, polski pisarz, tłumacz (ur. 1898)
- 1988:
  - Bernard Leene, holenderski kolarz torowy (ur. 1903)
  - Andreas Ostler, niemiecki bobsleista (ur. 1921)
  - Jenő Szűcs, węgierski historyk (ur. 1928)
- 1989:
  - Abd Allah Azzam, palestyński szejk, teolog (ur. 1941)
  - Toni Zweifel, szwajcarski wynalazca, działacz Opus Dei, Sługa Boży (ur. 1938)
- 1990 – Joseph Jadrejak, francuski piłkarz, trener pochodzenia polskiego (ur. 1918)
- 1991:
  - Eric Carr, amerykański perkusista, członek zespołu Kiss (ur. 1950)
  - Freddie Mercury, brytyjski muzyk, wokalista, autor tekstów, członek zespołu Queen (ur. 1946)
  - Władysław Pieńkowski, polski architekt (ur. 1907)
- 1992 – Karol Obidniak, polski aktor, reżyser teatralny, dramaturg (ur. 1923)
- 1993:
  - Remigiusz Bierzanek, polski prawnik, polityk, poseł na Sejm PRL (ur. 1912)
  - Albert Collins, amerykański gitarzysta bluesowy (ur. 1932)
  - Janusz Komorowski, polski żołnierz, jeździec sportowy (ur. 1905)
  - Józef Korzeniowski, polski aktor (ur. 1934)
- 1994 – George Douglas-Hamilton, brytyjski arystokrata, wojskowy, polityk (ur. 1906)
- 1995:
  - Bohdana Majda, polska aktorka (ur. 1924)
  - Wojciech Wiesiołłowski, polski baletmistrz, choreograf, pedagog (ur. 1939)
- 1998:
  - John Chadwick, brytyjski filolog klasyczny, lingwista (ur. 1920)
  - Miklós Kürti, węgierski fizyk (ur. 1908)
- 1999:
  - Alicja Karłowska-Kamzowa, polska historyk sztuki (ur. 1935)
  - Hilary Minster, brytyjski aktor (ur. 1944)
- 2000:
  - Zdzisław Pomykalski, polski inżynier, elektryk, wykładowca akademicki (ur. 1917)
  - Otto Przywara, niemiecki pływak, trener (ur. 1914)
- 2001:
  - Donald McPherson, kanadyjski łyżwiarz figurowy (ur. 1945)
  - Maria Serrano Serrano, hiszpańska piosenkarka, modelka (ur. 1973)
  - Melanie Thornton, amerykańska wokalistka, członkini zespołu La Bouche (ur. 1967)
- 2002:
  - Piotr Hańczyc, polski okulista (ur. 1924)
  - John Rawls, amerykański filozof polityczny (ur. 1921)
- 2003:
  - Warren Spahn, amerykański baseballista (ur. 1921)
  - Alfred Tarnowski, polski szachista, teoretyk szachów (ur. 1917)
- 2004 – Arthur Hailey, brytyjski pisarz (ur. 1920)
- 2005:
  - Günter Deckert, niemiecki kombinator norweski (ur. 1950)
  - Alfred Gauda, polski etnograf, grafik, twórca ekslibrisów (ur. 1940)
  - Pat Morita, amerykański aktor pochodzenia japońskiego (ur. 1932)
  - Barbara Szlachetka, polska lekkoatletka, biegaczka długodystansowa (ur. 1956)
  - Harry Thürk, niemiecki pisarz (ur. 1927)
- 2006 – Robert McFerrin, amerykański śpiewak operowy (bas) (ur. 1921)
- 2007:
  - Waldemar Domagała, polski architekt, wokalista, członek zespołu Homo Homini (ur. 1946)
  - Joseph Minish, amerykański związkowiec, polityk (ur. 1916)
  - Jerzy Ofierski, polski pisarz, satyryk, aktor kabaretowy (ur. 1926)
- 2008:
  - Bogdan Bieluczyk, polski szachista (ur. 1933)
  - Jerzy Goliński, polski aktor, reżyser, pedagog (ur. 1928)
  - Armand Guidolin, kanadyjski hokeista (ur. 1925)
  - Michael Lee, amerykański perkusista, członek zespołów The Cult i Thin Lizzy (ur. 1969)
  - Grzegorz Pecuch, polski rzeźbiarz, pedagog (ur. 1923)
  - Cecil H. Underwood, amerykański polityk, gubernator stanu Wirginia Zachodnia (ur. 1922)
- 2009:
  - Toni Keczer, polski wokalista, członek zespołu Czerwono-Czarni (ur. 1935)
  - Samak Sundaravej, tajski polityk, premier Tajlandii (ur. 1935)
- 2010:
  - Huang Hua, chiński dyplomata, polityk (ur. 1913)
  - Barbara Klimkiewicz, polska aktorka (ur. 1936)
  - Sergio Valech, chilijski duchowny katolicki, biskup pomocniczy Santiago, obrońca praw człowieka (ur. 1927)
- 2011:
  - Krystyna Broll-Jarecka, polska poetka (ur. 1927)
  - Stig Danielsson, szwedzki lekkoatleta, sprinter (ur. 1920)
  - Andrzej Mandalian, polski poeta, scenarzysta filmowy, tłumacz (ur. 1926)
  - Tatjana Szczełkanowa, rosyjska lekkoatletka, skoczkini w dal (ur. 1937)
- 2012:
  - Marian Brytan, polski podpułkownik (ur. 1943)
  - Héctor Camacho, portorykański bokser (ur. 1962)
  - Eugeniusz Postolski, polski polityk, wiceminister gospodarki, działacz sportowy (ur. 1952)
- 2013:
  - Amedeo Amadei, włoski piłkarz, trener (ur. 1921)
  - Arnaud Coyot, francuski kolarz szosowy (ur. 1980)
  - Matti Ranin, fiński aktor (ur. 1926)
  - David Bernard Thompson, amerykański duchowny katolicki, biskup Charleston (ur. 1923)
- 2014:
  - Erzsébet Balázs, węgierska gimnastyczka (ur. 1920)
  - Tadeusz Kosarewicz, polski scenograf filmowy (ur. 1933)
  - John Neal, angielski piłkarz, trener (ur. 1932)
  - Wiktor Tichonow, rosyjski hokeista, trener (ur. 1930)
- 2015:
  - Oleg Pieszkow, rosyjski pilot wojskowy (ur. 1970)
  - Maria Zofia Pulinowa, polska geograf, wykładowczyni akademicka (ur. 1938)
- 2016:
  - Florence Henderson, amerykańska aktorka, piosenkarka (ur. 1934)
  - František Peterka, czeski aktor (ur. 1922)
- 2017:
  - Ángel Berni, paragwajski piłkarz (ur. 1931)
  - Kazimierz Gawęda, polski aktor (ur. 1934)
  - Jerzy Ściesiek, polski poeta, malarz (ur. 1935)
- 2018:
  - David Defiagbon, nigeryjski bokser (ur. 1970)
  - Saida Gunba, gruzińska lekkoatletka, oszczepniczka (ur. 1959)
  - Ricky Jay, amerykański aktor, pisarz, iluzjonista (ur. 1948)
  - Robert Morlino, amerykański duchowny katolicki, biskup Madison (ur. 1946)
- 2020:
  - Christophe Dominici, francuski rugbysta (ur. 1972)
  - Damián Iguacén Borau, hiszpański duchowny katolicki, biskup Barbastro-Monzón, Teruel i Albarracín i San Cristóbal de La Laguna (ur. 1916)
  - Mohamed Khadem Khorasani, irański zapaśnik (ur. 1935)
  - Andrzej Maria Marczewski, polski reżyser teatralny, scenarzysta, dramaturg (ur. 1947)
  - Kambuzia Partovi, irański reżyser, scenarzysta filmowy i telewizyjny (ur. 1955)
  - Mamadou Tandja, nigerski polityk, prezydent Nigru (ur. 1938)
  - Maria Zuchowicz, polska prawnik, sędzia łyżwiarstwa figurowego, komentatorka telewizyjna, działaczka sportowa (ur. 1930)
- 2021:
  - Marko Grilc, słoweński snowboardzista (ur. 1983)
  - Wiesław Hartman, polski jeździec sportowy (ur. 1950)
  - Iwan Stanczow, bułgarski polityk, minister spraw zagranicznych, dyplomata (ur. 1929)
- 2022:
  - Christian Bobin, francuski pisarz, poeta (ur. 1951)
  - Hans Magnus Enzensberger, niemiecki poeta, prozaik, redaktor, tłumacz (ur. 1929)
  - Moisés Fuentes, meksykański bokser (ur. 1985)
  - Marcin Kudełka, polski aktor (ur. 1963)
  - Börje Salming, szwedzki hokeista (ur. 1951)
- 2023:
  - Bruno Fagnoul, belgijski nauczyciel, samorządowiec, polityk, minister-prezydent wspólnoty niemieckojęzycznej Belgii (ur. 1936)
  - Janusz Kłoczko, polski lekarz, specjalista w zakresie hematologii i angiologii, profesor nauk medycznych (ur. 1949)
  - Elliot Silverstein, amerykański reżyser filmowy (ur. 1927)
- 2024:
  - Barbara Taylor Bradford, brytyjska pisarka (ur. 1933)
  - Breyten Breytenbach, południowoafrykański pisarz, malarz (ur. 1939)
  - Colin Renfrew, brytyjski archeolog (ur. 1937)